# Junges Europa
Das Junge Europa war eine revolutionäre Sammlungsbewegung des Vormärz, in dem sich unter Führung Giuseppe Mazzinis 1834 die Einzelgruppierungen Junges Italien, Junges Deutschland und Junges Polen zusammenschlossen.

## Geschichtlicher Hintergrund und Entstehung

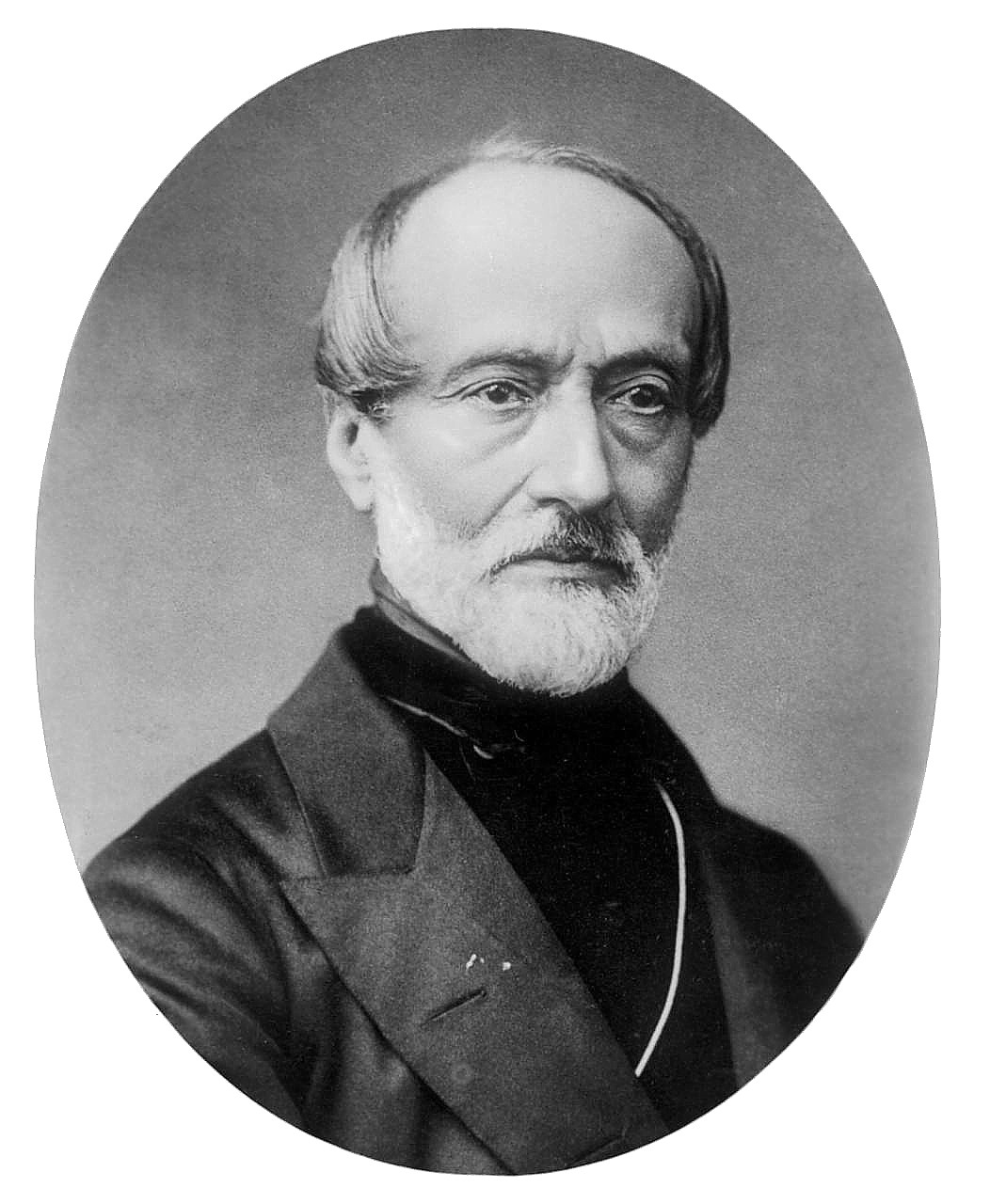
Giuseppe Mazzini

Die durch die Bestimmungen des Wiener Kongresses von 1815 zementierte territoriale Zersplitterung Italiens führte dazu, dass verschiedene politisch-revolutionäre Bewegungen entstanden, die nach nationaler Einheit und demokratischer Neuordnung strebten. Eine der bedeutendsten Bewegungen dieser Art war das 1831 von Giuseppe Mazzini gegründete Junge Italien. Wegen ähnlich gelagerter Probleme in anderen Staaten entstanden auch dort Vereinigungen nach dem Vorbild Mazzinis. Dies waren unter anderem das Neue Deutschland, das sich später in Junges Deutschland umbenannte, das Junge Polen und das Junge Frankreich. Geprägt vom Scheitern seines Umsturzversuches in Savoyen gründete Giuseppe Mazzini zur Bündelung der Kräfte der Bewegung und zur Erreichung der eigenen Ziele von staatlicher Einheit und Demokratie in ganz Europa am 15. April 1834 in Bern (Schweiz) das Junge Europa. An der Gründungsversammlung nahmen sieben Italiener, fünf Deutsche und fünf Polen teil.

## Politische Arbeit und Repression
Politisch agierte das Junge Europa unter dem Motto „Freiheit, Gleichheit, Humanität“ und strebte eine Überwindung des Feudalismus an. Ziel der Gruppierung war eine „Herrschaft der Völker“ in einem demokratischen Europa. Diese Ziele lenkten das Interesse zahlreicher Demokraten auf den noch jungen Verein, der sich daher eines regen Zulaufs erfreuen konnte.
Ein Zwischenfall vom 27. Juli 1834 sollte den Machtgewinn des Jungen Europa schnell wieder beenden. An diesem Tag entrollten deutsche Arbeiter in der Berner Gastwirtschaft Steinhölzli die schwarz-rot-goldene Trikolore. Ein sich daraufhin verbreitendes Gerücht, dass ein vom Jungen Europa initiierter Umsturzversuch in Süddeutschland bevorstünde, brachte die herrschenden Konservativen dazu, der Schweiz mit diplomatischen Konsequenzen zu drohen. Aus Furcht vor politischer Isolation verschärfte die Schweizer Regierung die Vereinsgesetze und wies zahlreiche Mitglieder des Jungen Europas aus. Dieser Entzug der organisatorischen Basis hatte eine empfindliche Schwächung der Organisation zur Folge.

## Wiedererstarken
Trotz der starken Repression wollte Giuseppe Mazzini seine Idee einer europäischen Revolution nicht aufgeben. Unter seiner Federführung organisierten sich die versprengten Mitglieder des Jungen Europa abermals in der Schweiz neu und gingen Verbrüderungsabkommen mit den neu entstandenen Organisationen Junges Frankreich, Junge Schweiz und Junges Spanien ein. Gemeinsam wurde die Einrichtung von Arbeitervereinen gefördert und Arbeiterbildung betrieben.

## Zerfall
Die neue, größere Bewegung, die von einem Zentralkomitee in Bern geleitet wurde, erwies sich schnell als schwer beherrschbar. Nationale Einzelinteressen widersprachen der Revolutionsidee des Giuseppe Mazzini, sodass dieser nach internen Spannungen noch 1835 aus dem Zentralkomitee ausschied. Zeitgleich intervenierte der österreichische Außenminister Metternich bei der Schweizer Regierung und drohte abermalige diplomatische Konsequenzen an, sollte die Schweiz nicht gegen die demokratischen Kräfte vorgehen. Die Schweiz beugte sich dem Druck und wies nahezu alle ausländischen Arbeiter aus. Dieses bedeutete das Ende des Jungen Europa.